# Bulbul fumat de Madagascar
El bulbul fumat de Madagascar (Hypsipetes madagascariensis) és una espècie d'ocell de la família dels picnonòtids (Pycnonotidae). Es troba a les illes de Madagascar, Comores i Mayotte. També nidifica a les Seychelles. Els seus hàbitats principals són els boscos tropicals i subtropicals secs, els boscos tropicals i subtropicals de frondoses humits de les terres baixes i de l'estatge montà, els manglars, la sabana seca, les terres llaurades, les plantacions i les àrees urbanes. El seu estat de conservació es considera de risc mínim.